# 14,5×114mm
14.5×114mm (.57 calibre) là một cỡ đạn dành cho súng máy hạng nặng và súng trường xuyên phá được sử dụng bởi Liên Xô, các nước thuộc khối Warsaw cũ, Nga và các quốc gia khác.
Nó ban đầu được thiết kế dành cho các mẫu súng trường chống tăng PTRS và PTRD và sau đó được dùng làm đạn cho súng máy hạng nặng KPV và phiên bản đa nòng của nó là súng máy phòng phông ZPU, đồng thời cũng là vũ khí chính của dòng xe bọc thép chở quân BTR và sau này là các súng trường xuyên phá.

## Thông số đạn
Đạn 14,5 × 114 mm có dung tích vỏ 42,53 ml (tương đương 655 grain H₂O). Hình dáng bên ngoài của vỏ đạn được thiết kế nhằm đảm bảo khả năng nạp và rút vỏ tin cậy trong cả súng trường lên đạn tay (bolt-action), súng trường bán tự động, cũng như súng máy hạng nặng, ngay cả trong điều kiện khắc nghiệt."
Theo quy ước của Hoa Kỳ, góc vai vỏ đạn (shoulder angle) được định nghĩa ở α/2 = 22,5°. Tỷ lệ xoắn (twist rate) phổ biến cho loại đạn này là 455 mm (1 vòng xoắn trong 17,91 inch), gồm 8 rãnh xoắn; đường kính gờ nòng (lands) = 14,50 mm, đường kính đáy rãnh (grooves) = 14,95 mm.
Theo hướng dẫn chính thức, vỏ đạn 14,5 × 114 mm chịu được áp suất piezo tối đa 360 MPa (52.213 psi). Ở các quốc gia áp dụng tiêu chuẩn C.I.P., mọi tổ hợp súng – đạn đều phải được thử bắn kiểm định ở mức 125% áp suất tối đa C.I.P. này trước khi được chứng nhận và bán ra thị trường dân dụng.

## Các loại đạn

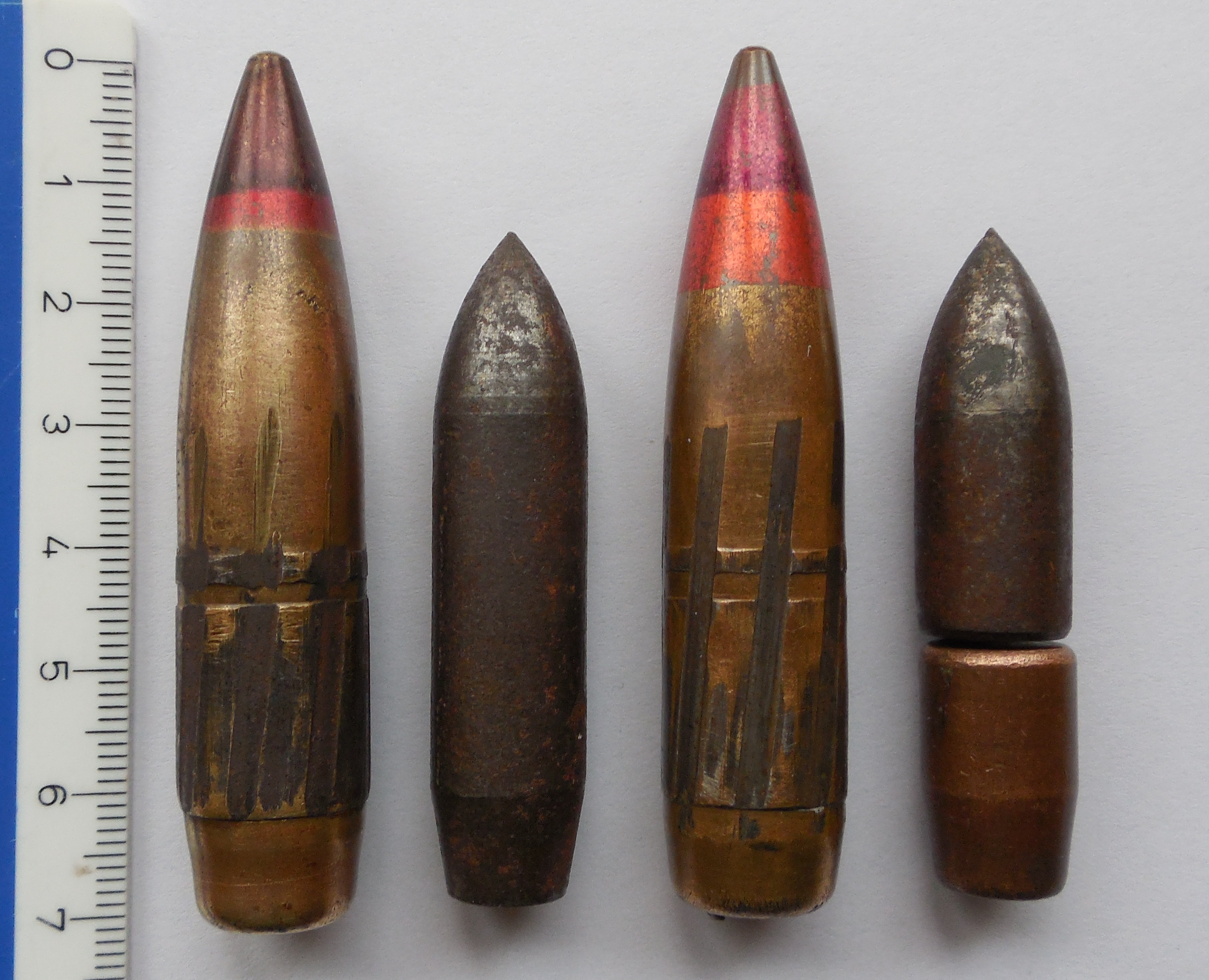
Đạn B-32 API ở bên trái, lõi thép tôi cứng đặt riêng bên cạnh. Đầu đạn sơn đen với một viền đỏ mỏng ngay bên dưới. Bên phải là đạn BZT API-T với đầu sơn đỏ thẫm và một viền đỏ rộng phía dưới; lõi thép tôi cứng và cốc chứa thuốc vạch đường (tracer cup) đặt bên phải. Cả vỏ bọc (jacket) và cốc thuốc vạch đường đều làm từ thép mạ đồng. Giữa lõi và vỏ bọc có một lớp chì.

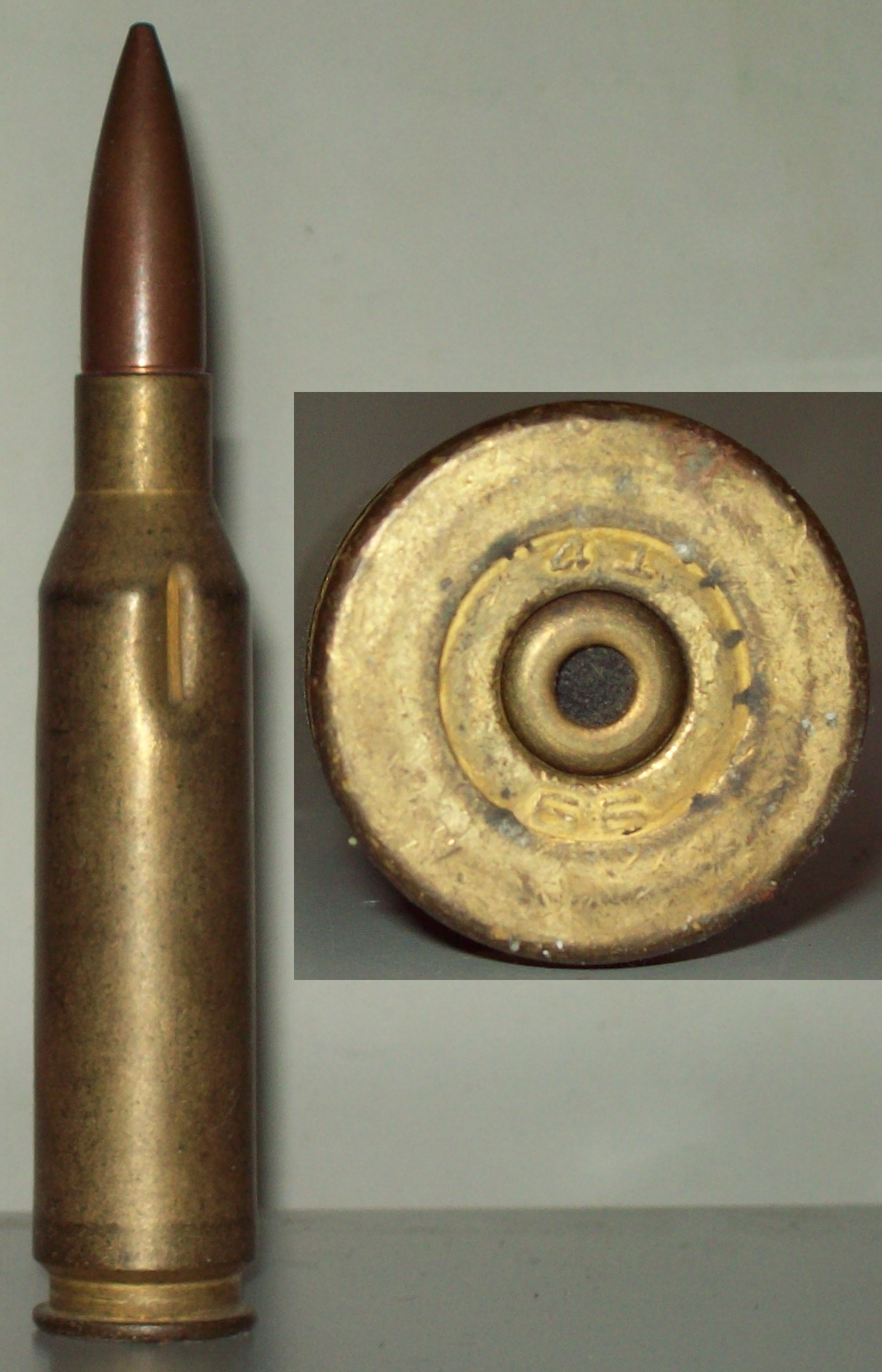
Đạn giả

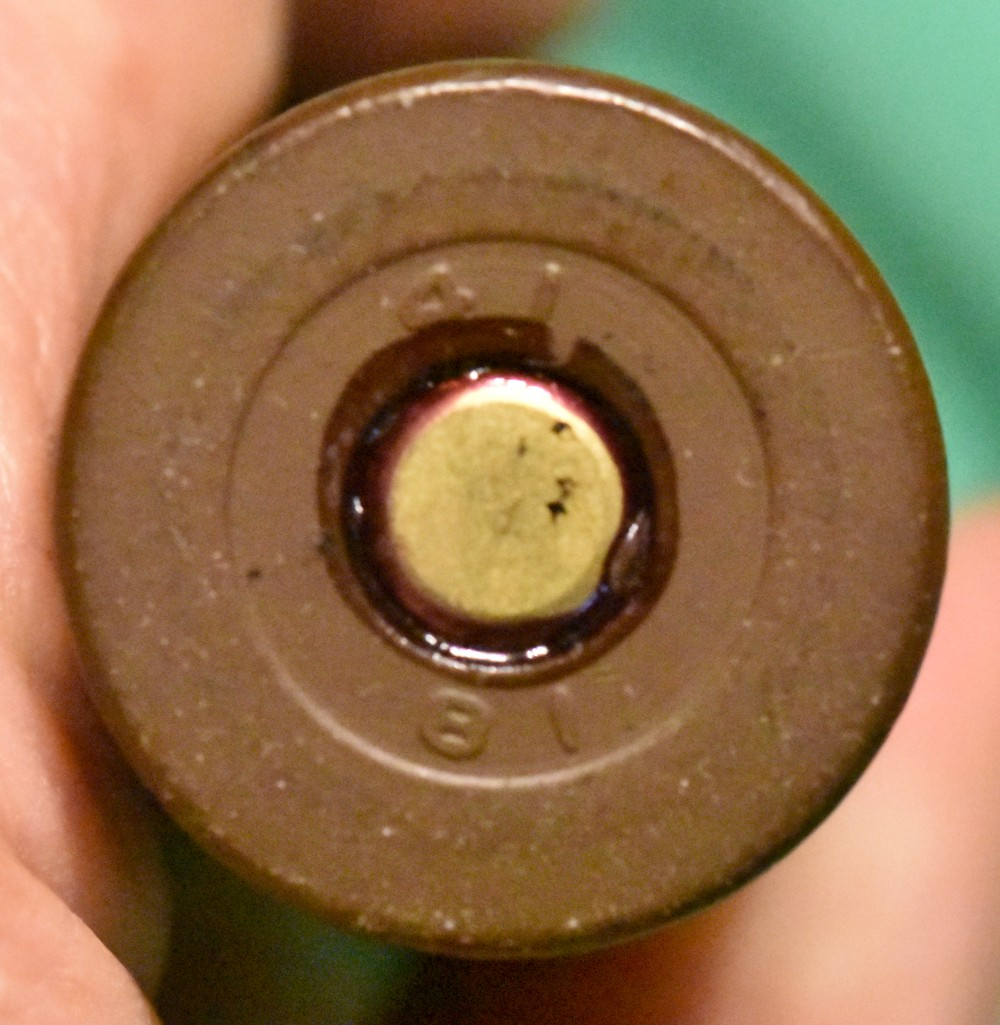
Đế một viên đạn 14.5×114 sản xuất tại Liên Xô vào năm 1981

- BS: Là phiên bản chống tăng dùng đầu đạn xuyên cháy. Đầu đạn nặng 64,4 g (2,27 oz) và dài 51 mm (2,0 in) với lõi tungsten carbide dài 38,7 g (1,37 oz) với 1,8 g (0,063 oz) vật liệu cháy ở mũi viên đạn. Khối lượng tổng của viên đạn rơi vào khoảng  200 g (7,1 oz) và dài 155 mm (6,1 in). Đầu đạn có sơ tốc đầu nòng vào khoảng 1.006 m/s (3.300 ft/s) và có thể xuyên 30–32 mm (1,2–1,3 in) giáp đồng nhất ở góc 0 độ ở cự li 500 m (1.600 ft), hay 40 mm (1,6 in) ở cự li 100 m (330 ft).[1][2][3]
- B-32: Đạn xuyên cháy bọc kim loại với lõi làm bằng thép cứng. Đầu đạn nặng 64 g (2,3 oz) và có vận tốc đầu nòng 1.006 m/s (3.300 ft/s).Khả năng xuyên giáp ở khoảng cách  500 m (1.600 ft) là 32 mm (1,3 in) thếp cán đồng nhất ở góc 90 độ.
- BZT: Đạn xuyên cháy vạch đường được bọc kim loại với lõi thép. Đầu đạn có khối lượng 59,56 g (2,101 oz) với sơ tốc đầu nòng 1.006 m/s (3.300 ft/s). Có thể vạch đường ở khoảng cách 2.000 m (6.600 ft).
- MDZ: Đạn cháy nổ khi trúng mục tiêu, đầu đạn nặng  59,6 g (2,10 oz).
- ZP: Đạn cháy vạch đường

Vỏ đạn sử dụng thép sơn và hạt lửa kiểu va chạm . Một số quốc gia cũng dùng vỏ đạn bằng đồng thau. Thuốc phóng gồm 28,8 g thuốc không khói, định danh “thuốc súng 5/7NA”. Có hai phiên bản đầu đạn thuộc cùng một dòng: loại đầu tiên có vỏ bọc đầu đạn kiểu truyền thống với đáy thuyền và phần rãnh  dài, gây mài mòn nòng đáng kể. Loại mới hơn có phần rãnh ngắn hơn và đáy thuyền bo tròn hơn, được sử dụng từ khoảng năm 1957 trở đi.
Loại đạn này được sản xuất tại Bulgaria, Trung Quốc, Ai Cập, Hungary, Iraq, Bắc Triều Tiên, Ba Lan, Romania, Nga, và Tiệp Khắc cũ. Một số mẫu đạn xuyên giáp mới của Trung Quốc bao gồm:
- DGJ02: Đạn APIDS-T sử dụng lõi xuyên bằng tungsten nặng 45 g, được bao bọc trong các cánh tách – tương tự loại đạn SLAP (Saboted Light Armor Penetrator) của quân đội Hoa Kỳ – và trang bị đầu đạn vạch đường hai màu để hỗ trợ xác định tầm bắn. Cánh tách tách rời và rời khỏi lõi xuyên ở khoảng cách từ 150 đến 200 m kể từ miệng nòng. Vận tốc đầu nòng đạt 1.250 m/s và theo thông số, có khả năng xuyên thủng 20 mm thép giáp đặt nghiêng 60° ở cự ly 1.000 m.
- DGE02: Đạn APHEI có khối lượng từ 175 g đến 188 g. Ở cự ly 1.000 m, theo thông số, đạn có 90% khả năng xuyên thủng tấm giáp dày 15 mm đặt nghiêng 30°. Ở cự ly 300 m, sau khi xuyên qua tấm thép mềm dày 2 mm (mô phỏng vỏ máy bay), đạn có thể xuyên tiếp tấm thép dày 1,2 mm, tạo ra 20 mảnh văng. Khi phát nổ, đạn tạo ra từ 75 đến 95 mảnh cháy, với xác suất 80% gây cháy nhiên liệu hàng không.

## Link tham khảo
- 14,5x114 large-caliber cartridges